# Camponotus augustei
Camponotus augustei är en myrart som beskrevs av Wheeler och Mann 1914. Camponotus augustei ingår i släktet hästmyror, och familjen myror. Inga underarter finns listade.